# Jacodine van de Velde
Jacodine van de Velde (Oudewater, 16 november 1974) is een Nederlandse schrijfster en vertaler.

## Levensloop
Van de Velde werd geboren in Oudewater. Ze groeide op in Zoutelande. Ze studeerde Sociaalpedagogische hulpverlening in Eindhoven. Van de Velde is werkzaam als orthopedagoog en cognitief gedragstherapeut. Daarnaast is ze vertaler en schrijfster.
In 2020 debuteerde ze met het boek Wat je zegt zie je zelf, dat werd geïnspireerd door het onbegrip waarmee veel jongeren met eetstoornissen te maken krijgen. In 2021 verscheen haar tweede boek, De stilte zegt genoeg, waarin rouw en verlies centraal staan. In hetzelfde jaar publiceerde ze Steen voor steen, over een meisje dat opgroeit in een pleeggezin. De stilte zegt genoeg werd in 2022 door de Jonge Jury verkozen tot een van de leestips. 
Naast Young Adult-boeken schreef Van de Velde enkele feelgood-romans, die werden uitgebracht via Dutch Venture Publishing.